# 丸山純路
丸山 純路（まるやま じゅんろ、1966年8月10日 - ）は、日本の声優。神奈川県出身。

## 経歴
フリーアナウンサー・クラブ附属放送タレント塾第7期生。
以前はフリーアナウンサー・クラブ、アクセント、オフィス薫、ぷろだくしょんバオバブ、アーツビジョン、オフィス海風に所属していた。

## 人物
趣味は読書、映画、DVD鑑賞、旅行、英語、お茶。特技は野球。資格は国内旅程管理主任者、原付免許。

## 出演作品

### テレビアニメ
1995年
- 銀河戦国群雄伝ライ（店員）
- 獣戦士ガルキーバ（美作正一）
- 天地無用!（捜査官）

1996年
- 勇者指令ダグオン（柔道部員、アナウンサー）

1999年
- ワイルドアームズ トワイライトヴェノム（人相の悪い男）

2000年
- Sci-Fi HARRY（MP、刑事、警備兵A、レポーター）
- はじめの一歩（練習生）

2001年
- しましまとらのしまじろう（ラパン）
- よばれてとびでて!アクビちゃん（テクノブル）

2002年
- アクエリアンエイジ Sign for Evolution（車内放送）

2003年
- 人間交差点（優子の夫）
- フルメタル・パニック? ふもっふ（不良C）

2004年
- 名探偵コナン（ラジオ実況アナウンサー）

2005年
- エンジェル・ハート（TVアナウンサー）

### OVA
- MASTERキートン（1998年、奉公人B、刑事B、訓練兵）
- ジョジョの奇妙な冒険 ADVENTURE（2000年、囚人B）
- sin THE MOVIE（2000年、隊員）

### ゲーム
- サイキックストーム（1992年、アレキサンダー・F・リン）
- Gears of War（2006年、セロン・ガード）

### ドラマCD
- MIND ASSASSIN 3（1996年）

### 吹き替え

#### 映画
- アイアン・カウボーイズ ミーツ・ゴーストライダー
- アニマルファーム（スクイラー）
- エニグマ奪還
- コン・エクスプレス
- シャンプー台のむこうに
- ディープ・ライジング コンクエスト
- DUNE/デューン 砂の惑星（カイズン博士）
- トレマーズ3（メルビン・プラグ〈ロバート・ジェーン〉）
- ノー・マンズ・ランド（マルシャン軍曹〈ジョルジュ・シアティディス〉[3]）
- パトリオット ※ソフト版
- 陽だまりのグラウンド
- ブロウ（デレック・フォーリール〈ポール・ルーベンス〉[3]）
- ぼくの国、パパの国
- ミーン・マシーン（モンク〈ジェイソン・ステイサム〉）
- リプレイスメント

#### ドラマ
- ザ・ソプラノズ 哀愁のマフィア（ジャッキーJr[3]）※カートゥーン ネットワーク版
- バビロン5（カルタージア皇帝[3] />）
- パワーレンジャー・ターボ（サッカー部コーチ）
- バンド・オブ・ブラザース（ハーシー）
- ベティ〜愛と裏切りの秘書室（ウーゴ・ロンバルディ[3]、ウィルソン・メヒア）
  - エコモダ〜愛と情熱の社長室（ウーゴ・ロンバルディ、ウィルソン・メヒア）
- ロストワールド 〜失われた世界〜（ゴース1、男1、男2）

#### テレビ番組
- アマンダ・ショー（パパ）

#### アニメ
- ガジェット警部 最後の事件
- 史上最強のグーフィー・ムービー Xゲームで大パニック!
- キャスパー（ハーベイ博士[3]）※カートゥーン ネットワーク版

### 特撮
- ウルトラマンオーブ（2016年、ラジオアナウンサーの声）

### ナレーション
- アニマルプラネット
  - 不思議の庭の生き物たち
  - 動物警察
  - 動物園の仲間たち
  - ワイルドアイランド
- NHKBSハイビジョン番組宣伝スポット（レギュラー）
- NHKプレマップ
- 買物大図鑑
- サイコーの問題（レギュラー）
- シドニーオリンピック 番組宣伝
- 政府インターネットテレビ
- 柔道指導要領
- 関孫六調理器具 店頭販売
- 多摩川ボート情報
- ディスカバリーチャンネル
  - 戦火の大脱走II
  - 第二次世界大戦大脱走
- 人間探索もっと知りたい
- BSフジ司馬遼太郎〜この国のかたちを考える〜
- ヒストリーチャンネル
  - 知られざるヒーロー
  - 陰謀
  - ブラックホーク・ダウンの真実
- マーメイド
- やってみなけりゃ分からないそんなバナナナナゾ
- 立教大学 2017年度大学紹介

### テレビドラマ
- 連続テレビ小説 エール（ラジオ役者）
- 17才の帝国 最終話（2022年6月4日、NHK総合）

### テレビ番組
- 1番持ち寄りバラエティー我がMAX VTR（容疑者）
- 幸せ!ボンビーガール VTR（パフェガール上司）
- バナナマンの決断は金曜日! VTR

### CM
- 小学館
- フリスキー
- ブルボン

### VP
- キヤノン
- ダンロップ
- ツムラ
- 理想科学

### 舞台
- 音楽劇「悪魔の森の音楽会」（ナレーション）
- ハムレット（亡霊、ローゼンクランツ）

### その他コンテンツ
- TACチャンネル（司会）
- NEXCO東日本（所長）
- 警視庁ブラック企業対策DVD（部長）